# 乳輪
乳輪（にゅうりん）とは、乳首の周囲の色素沈着した領域（焦げ茶色・黒色・桃色）。別名：乳暈（にゅううん）。

## 成長

女性の乳房のタナー段階。思春期に入るIIの前半（乳頭期）から乳輪の面積が拡大し始め、Vに近づくにつれて大きくなる。色はIは薄ピンク色だが、IIからVにかけては個人差により薄ピンク色のままの人もいれば黒ずむ人もいる。IIの後半（乳輪期）で乳輪付近が膨らみ始める。

思春期前（乳房のタナー段階I）の女性の乳輪は面積も小さく、男性との性差もない。
女性は思春期に入ると同時に乳房の成長が始まり（Thelarche）、乳房のタナー段階IIの前半である乳頭期には乳輪の面積が拡大し始める。白い体操シャツやTシャツ1枚のみ着用且つ胸と密着した時に乳首・乳輪付近に疼痛や痒みが生じたり（これが後述する黒ずみの一因になる）、いわゆる「胸ポチ」が生じやすくなることから、思春期に入ったことに気づきやすい。これを機にノーブラを止めてジュニアブラを着用し始める。それによって乳首・乳輪付近の疼痛や痒み、胸ポチを抑える。
乳房のタナー段階IIの後半（乳輪期）で乳輪付近が膨らみ始める。
タナー段階Ⅲでは乳輪はさらに面積を増大させるが、乳輪と乳房は同一面上にある。
タナー段階IV（形成期）には乳輪が乳房上から隆起するようになる。
タナー段階Ⅴに至って乳輪は再び乳房と同一面上まで退く。
乳輪内部にはモントゴメリー腺と呼ばれる皮脂腺が多数存在するので、男女ともに思春期以降は毛が生えることもある。モントゴメリー腺の分泌物は乳首と乳輪を保護する役目を持つ。ヒトの乳児が乳を吸うとき、必ず乳首と乳輪を口に含む（乳首だけを口に入れても十分な乳が出ない）。これについて、モントゴメリー腺の分泌する揮発性化合物が乳児の食欲を刺激しているという研究がある。
皮脂腺としては非常に珍しく、表皮付近に存在するので、乳輪は目で見てもわかるほどぶつぶつになっていることが多い。モントゴメリー腺の数は、片方の乳輪につき4-28個である。

## 色

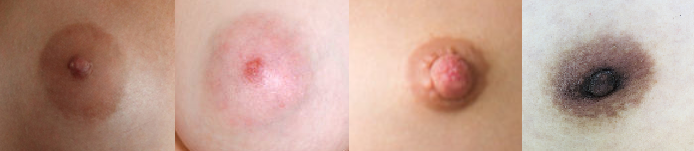
乳輪の色の違い

乳輪は、ピンクから赤、チョコブラウンからダークブラウン、またはほぼ黒までの範囲があるが、一般的に肌の色が明るい人種では色が薄く、肌の色が暗い人種では濃い傾向がある。異なる色となっている理由としては、乳首領域を授乳時に視力が未発達な乳児が見やすくしていることが推測されている。
色は乳房のタナー段階I（思春期前）は薄ピンク色であるが、これは血管が集中しているためである。IIからVにかけては個人差により薄ピンク色のままの人もいれば、ホルモンバランスの変化や乳首・乳輪に被服などの物が摩擦することなどで乳首・乳輪のメラニン細胞が活性化してメラニンが生成され、黒ずむ人もいる。
妊娠中から出産直後にかけてはホルモンが増加し、また授乳時の刺激から守るためにメラニン色素が増えて黒ずみが増す。乳輪の周りの皮膚の色が暗くなり二次乳輪を生じさせることもあるが、通常は分娩後、全身的に皮膚は明るい色調を取り戻す。インドでの調査では妊婦650人中75%で乳輪が黒くなった。
高齢者はメラニンを生成する機能が衰えるため、黒ずみが薄くなる。

## 大きさと形
乳輪と乳首のサイズと形状も非常に多様であり、成人型乳房になった女性（乳房のタナー段階V）のサイズは男性や乳房のタナー段階I（思春期前）の女の子よりも大きくなっている。これは前述の色と同様、乳首領域を授乳時に視力が未発達な乳児が見やすくしていることが推測されている。人間の乳輪の形状はほとんどが円形であるが、成人型乳房（乳房のタナー段階V）になった女性の多くは大きな乳輪を持ち、それは著しい楕円形となっている。
男性の乳輪の平均直径は約28.0mmである。成人型乳房になった女性（乳房のタナー段階V）は平均38.1mmであるが、サイズは100mmを超えたものもある。授乳中の女性、特に胸の大きい女性は、さらに大きな乳輪を持っている可能性がある。乳輪の特殊な真皮の機能は、通常の乳房の皮膚を摩耗、ひび割れ、そして刺激から保護することである。乳児は時々、母乳を得る際に乳首と乳輪を傷つけることがある。乳輪のもう1つの機能は、授乳中にオキシトシンの分泌を誘発する、ゆっくりと適応する機械受容器を収容することである。乳輪の大きさは、十分にはわかっていない多くの要因のため、乳首よりも広い領域を保護する必要があることを意味している。
乳輪部分がぷっくりと膨らんだ乳首のことは、パフィーニップル（Puffy Nipple）と呼ばれる。形成外科医のダグラス・スタインブレッチによると、男性と女性の12％がパフィーニップルであるという。男性でもパフィーニップルになる原因としては、テストステロンとエストロゲンのバランスが崩れたり、アナボリックステロイド を使用すること、過剰な体脂肪などが挙げられている。